# ジョージ・ハーグリーブス
ジョージ・ハーグリーブス(ハーグレイブス、George Hargreaves、1952年 - ）は、アメリカのランドスケープ・アーキテクト。テーゼは文化的な敷地特性を物理的に解く。
1983年に設立したハーグリーブス・アソシエイツのデザインディレクター。ハーグリーブス・アソシエイツは全米に3箇所と英国ロンドンにオフィスをもつコンサルティング会社。1986年からハーバード大学デザイン大学院教授。（1996年からはランドスケープ学科長）アメリカ造園家協会ASLAの会長も歴任。
1987年と1988年、アメリカ造園協会ASLAエクセレンス・プロフェッショナル賞、 
1988年と1996年、ローマのアメリカン·アカデミー・ローマ賞。
1996年に都市デザイン分野のベロニカグリーン賞、
1994年にアメリカ建築家協会AIAカリフォルニア州とメキシコの共同プログラム賞などを受賞している。
近年ではブラウンフィールドの改善に取り組んでいる。

## 経歴
1973年にジョージア大学環境デザインカレッジに進学し1977年に優等で卒業後ハーバードデザイン大学院に進学。1979年に課程修了し修士号取得。チェシャーデザイングループ（イギリス・チェスター） とSWAグループを経て独立。
1981年にカリフォルニア工芸大学サンルイスオビスポ校、1985年にバージニア大学、1984年にイリノイ大学アーバナ・シャンペーン校、1991年にはペンシルバニア大学などでも教鞭を執っていた。

## 代表作
- 日本科学未来館中庭基本設計
- リスボン・テージョ公園　テージョ川沿いに広がる河畔公園
- キャンドルスティックポイント州立保養地（マーク・マックらと 、カリフォルニア州サンフランシスコ）
- Byxbee Park（サンフランシスコ湾埋め立て地公園、カリフォルニア州パロアルト）
- ルイビル・ウォーターフロントパーク
- 2000年シドニーオリンピックの会場ランドスケープデザイン
- チェンナイ国際空港ターミナル（インド・チェンナイ）
- シンシナティ・リバーフロントパーク（オハイオ州シンシナティ）
- サンタフェ大学マスタープラン（ニューメキシコ州サンタフェ）
- サンノゼプラザ公園・協会の広場（1989年-　文化的な様々な社会性を明確に表現。樹木と農業史、ハイテク産業、ジマカランダの木のグリッド、夜に光を放つガラスブロックからキリ、マワ噴流噴水など気候の疑似体験が可能）
- グアダルーペ川とビクスビー公園のプロジェクト（Ⅰ988-1991）
  - グアダルーペ川はサンノゼに三マイルに到る細長い公園と洪水調整機能を持つ。土塁とじゃかご、曲線状のコンクリ段差、噴水「波の土手」で、浸食と体積を表現
  - ビクスビー公園はパロアルトのごみ埋め立て地で「弧状の土手」と「小丘」で建設と定住を表現
- デイトンレジデンス（ミネソタ州ミネアポリス）
- オレンジ郡管理センター・ウォーターフロントパーク（カリフォルニア州サンディエゴ）
- クリッシー·フィールド（カリフォルニア州サンフランシスコ）
- ダラス・ダウンタウン公園マスタープラン（テキサス州ダラス）
- ダベンポートアートウォーク（アイオワ州ダヴェンポート）
- ディスカバリーグリーン（テキサス州ヒューストン）
- シンシナティ大学キャンパス（マスタープランから諸施設外部空間設計まで）